# Sekiryo Yamauchi
Sekiryo Yamauchi, född 1883, död 1949, var företaget Nintendos 2:a VD. Sekiryo Yamauchi hette från början Sekiryo Kaneda innan han gifte sig med Tei Yamauchi, dotter till Fusajiro Yamauchi företagets grundare.